# Дани, Омар
Омар Дани (индон. Omar Dhani) — индонезийский военный деятель, маршал авиации.
С 1962 по 1965 год — начальник Генерального штаба авиации Национальной армии Индонезии. После провала попытки государственного переворота, организованной левой военной группировкой Движение 30 сентября, обвинён в сотрудничестве с мятежниками и приговорён к пожизненному заключению, позже амнистирован. Умер в 2009 году в Джакарте.

## Биография
Омар Дани родился в 1924 году в Суракарте.
До начала своей военной карьеры сменил множество профессий — работал на плантации, на правительственной радиостанции, в министерстве информации и, наконец, в банке. В 1950 году поступил в Академию военно-воздушных сил; в 1956 году был направлен в Великобританию, где обучался в Королевском командно-штабном колледже военно-воздушных сил в Эндовере (англ. RAF Staff College, Andover).
В январе 1962 года назначен начальником Генерального штаба авиации Национальной армии Индонезии. Поддержал действия левой военной группировки Движение 30 сентября, осуществившую в ночь с 30 сентября на 1 октября 1965 года попытку государственного переворота. После провала попытки переворота и прихода к власти генерала Сухарто был арестован и приговорён к пожизненному заключению. В 1995 году амнистирован. Умер 24 июля 2009 года, в возрасте 85 лет.